# 오남중학교 (서울)
오남중학교(梧南中學校)는 대한민국 서울특별시 구로구 오류동에 있는 공립 중학교이다.

## 학교 연혁
- 1988년 2월 2일 : 오남중학교 설립 인가
- 1988년 3월 2일 : 초대 이춘원 교장 취임
- 1988년 3월 3일 : 제1회 입학식(10학급)
- 1994년 5월 19일 : 체육관 준공, 개관 744.75m2 (225평)
- 2001년 12월 18일 : 급식실 개관
- 2005년 8월 30일 : 기술⋅가정실 리모델링
- 2022년 9월 1일 : 제16대 노영준 교장 취임
- 2023년 1월 6일 : 제33회 졸업식(졸업생 201명, 총 졸업생 10,823명)
- 2023년 3월 2일 : 제36회 입학식(입학생 192명)

## 참고 자료
- 오남중학교 - 한국교육학술정보원 학교알리미